# Brad Loree
Brad Loree (* 5. července 1960 Burnaby, Britská Kolumbie, Kanada) je americký herec, který se narodil řecké matce a kanadskému otci.
Do 17 let žil v Řecku, poté odjel do Spojených států, kde začal pracovat pro modeling a věnovat se práci pro film. V lednu 2002 dostal velkou hereckou příležitost, když byl obsazen do role tichého masového vraha Michaela Myerse ve filmu Halloween: Zmrtvýchvstání. Současně žije na Floridě.